# Louis J. Welterbrug
De Louis J. Welterbrug (brug 794) is een vaste brug in Amsterdam Nieuw-West.
De brug voor voetgangers en fietsers is gelegd over de Rudi Bloemgartensingel (vernoemd naar Rudi Bloemgarten). Zij verzorgt een doorgaande wandel- en fietsroute tussen de Jacob Paffstraat (vernoemd naar Jacob Paff) in de wijk Middelveldsche Akerpolder en Korte Water in de wijk De Punt. Voor deze scheiding ontwierp architect N. Wijnmaalen, werkend voor de Dienst der Publieke Werken een serie bruggen.
De brug kreeg al snel haar naam; een vernoeming naar verzetsstrijder Louis Joseph Welter. Meerdere straten in de wijk Middelveldsche Akerpolder zijn naar verzetsmensen vernoemd (zie boven). Het eerste naambordje was wit en viel ten prooi aan geklad. In de 21e eeuw werd daarop een nieuw naambord geplaatst in de gemeentekleuren blauw en wit.
<<< · 700 · 701 · 702 · 703 · 704 · 705 · 706 · 707 · 708 · 709 · 710 · 711 · 712 · 713 · 714 · 715 · 716 · 717 · 718 · 719 · 720 · 721 · 722 · 725 · 726 · 729 · 730-738 · 739 · 740 · 741 · 742 · 743 · 744 · 745 · 746 · 747 · 748 · 749 · 751 · 752 · 753 · 754 · 755 · 756 · 757 · 758 · 759 · 760 · 761 · 762 · 763 · 764 · 765 · 766 · 767 · 768 · 769 · 770 · 771 · 772 · 773 · 775 · 776 · 777 · 778 · 779 · 780 · 781 · 782 · 783 · 784 · 786 · 787 · 788 · 789 · 790 · 791 · 792 · 793 · 794 · 795 · 797 · >>>
Brugnummers  723, 724, 727, 728, 750, 774, 785, 796 (niet gerealiseerde brug over de Slotervaart), 798 en 799 zijn niet vergeven.